# Ian Poulter
Ian James Poulter (Hitchin, 10 gennaio 1976) è un golfista inglese.
Diventato famoso per il suo stile stravagante, per via delle sue acconciature e per il suo abbigliamento, è stato 6 volte membro della squadra europea di Ryder Cup (2004, 2008, 2010, 2012, 2014 e 2018). In carriera vanta 9 successi tra cui 2 volte l'Open d'Italia, un Volvo Master a Valderrama e un secondo posto all'Open Championship (2008) alle spalle di Pàdraig Harrington. Il suo ultimo successo è stato il Volvo World Match Play Championship disputato al Finca de Cortesin Golf Club di Casares in Spagna, dove Poulter ha battuto in finale il connazionale Luke Donald.

## Vittorie professionali (17)

### PGA Tour vittorie (3)
| Legenda                      |
| World Golf Championships (2) |
| Altri PGA Tour (1)           |

| No. | Data             | Torneo                                | Punteggio di vittoria | To par | Margine | Secondo/i                                             |
| --- | ---------------- | ------------------------------------- | --------------------- | ------ | ------- | ----------------------------------------------------- |
| 1   | 21 febbraio 2010 | WGC-Accenture Match Play Championship | 4 e 2                 | 4 e 2  | 4 e 2   | Paul Casey                                            |
| 2   | 4 novembre 2012  | WGC-HSBC Champions                    | 69-68-65-65=267       | −21    | 2 colpi | Jason Dufner, Ernie Els, Phil Mickelson, Scott Piercy |
| 3   | 1 aprile 2018    | Houston Open                          | 73-64-65-67=269       | −19    | Playoff | Beau Hossler                                          |

PGA Tour playoff record (1–0)
| No. | Anno | Torneo       | Sfidante     | Risultato                            |
| --- | ---- | ------------ | ------------ | ------------------------------------ |
| 1   | 2018 | Houston Open | Beau Hossler | Vinto con pari alla prima buca extra |

### European Tour vittorie (12)
| Legenda                      |
| World Golf Championships (2) |
| Tour Championships (1)       |
| Altri European Tour (9)      |

| No. | Data              | Torneo                                                      | Punteggio di vittoria | To par | Margine | Secondo/i                                             |
| --- | ----------------- | ----------------------------------------------------------- | --------------------- | ------ | ------- | ----------------------------------------------------- |
| 1   | 29 ottobre 2000   | Italian Open                                                | 66-67-65-69=267       | −21    | 1 colpo | Gordon Brand Jnr                                      |
| 2   | 15 aprile 2001    | Moroccan Open                                               | 71-67-69-70=277       | −15    | 2 colpi | David Lynn                                            |
| 3   | 3 novembre 2002   | Italian Open Telecom Italia (2)                             | 61-67-69=197*         | −19    | 2 colpi | Paul Lawrie                                           |
| 4   | 1 giugno 2003     | Celtic Manor Resort Wales Open                              | 65-67-68-70=270       | −18    | 3 colpi | Darren Fichardt, Jonathan Lomas, Jarrod Moseley       |
| 5   | 10 agosto 2003    | Nordic Open                                                 | 68-67-65-66=266       | −22    | 1 colpo | Colin Montgomerie                                     |
| 6   | 31 ottobre 2004   | Volvo Masters Andalucía                                     | 71-67-69-70=277       | −7     | Playoff | Sergio García                                         |
| 7   | 17 settembre 2006 | XXXII Banco Madrid Valle Romano Open de Madrid Golf Masters | 67-66-64-69=266       | −22    | 5 colpi | Ignacio Garrido                                       |
| 8   | 1 novembre 2009   | Barclays Singapore Open1                                    | 66-64-72-72=274       | −10    | 1 colpo | Liang Wenchong                                        |
| 9   | 21 febbraio 2010  | WGC-Accenture Match Play Championship                       | 4 e 2                 | 4 e 2  | 4 e 2   | Paul Casey                                            |
| 10  | 21 novembre 2010  | UBS Hong Kong Open1                                         | 67-60-64-67=258       | −22    | 1 colpo | Simon Dyson, Matteo Manassero                         |
| 11  | 22 maggio 2011    | Volvo World Match Play Championship                         | 2 e 1                 | 2 e 1  | 2 e 1   | Luke Donald                                           |
| 12  | 4 novembre 2012   | WGC-HSBC Champions                                          | 69-68-65-65=267       | −21    | 2 colpi | Jason Dufner, Ernie Els, Phil Mickelson, Scott Piercy |

*Nota: L'Italian Open Telecom Italia 2002 è stato accorciato a 54 buche a causa della pioggia.

1Co-sanzionato dal Asian Tour
European Tour playoff record (1–1)
| No. | Anno | Torneo                   | Sfidante        | Risultato                                     |
| --- | ---- | ------------------------ | --------------- | --------------------------------------------- |
| 1   | 2004 | Volvo Masters Andalucía  | Sergio García   | Vinto con pari alla prima buca extra          |
| 2   | 2010 | Dubai World Championship | Robert Karlsson | Perso col tiro birdie alla seconda buca extra |

### Japan Golf Tour vittorie (1)
| No. | Data             | Torneo                    | Punteggio di vittoria | To par | Margine | Secondo                   |
| --- | ---------------- | ------------------------- | --------------------- | ------ | ------- | ------------------------- |
| 1   | 18 novembre 2007 | Dunlop Phoenix Tournament | 65-68-67-69=269       | −11    | 3 colpi | Gonzalo Fernández-Castaño |

### PGA Tour of Australasia vittorie (1)
| No. | Data             | Torneo         | Punteggio di vittoria | To par | Margine | Secondo       |
| --- | ---------------- | -------------- | --------------------- | ------ | ------- | ------------- |
| 1   | 18 dicembre 2011 | JBWere Masters | 65-68-69-67=269       | −15    | 3 colpi | Marcus Fraser |

### Challenge Tour vittorie (1)
| No. | Data           | Torneo                | Punteggio di vittoria | To par | Margine | Secondo/i                                        |
| --- | -------------- | --------------------- | --------------------- | ------ | ------- | ------------------------------------------------ |
| 1   | 18 aprile 1999 | Open de Côte d'Ivoire | 69-72-70-73=284       | −4     | 2 colpi | Sébastien Delagrange, David Park, Marc Pendariès |

### Altre vittorie (1)
| No. | Data             | Torneo                              | Punteggio di vittoria | To par | Margine | Secondo/i                       |
| --- | ---------------- | ----------------------------------- | --------------------- | ------ | ------- | ------------------------------- |
| 1   | 12 dicembre 2010 | Shark Shootout (con Dustin Johnson) | 63-64-59=186          | −30    | 2 colpi | Darren Clarke e Graeme McDowell |